# Alfred Détrez
Alfred Détrez, né le 29 août 1884 à Mamers et mort le 6 mai 1963 à Saint-Mandé, est un docteur en droit, journaliste et essayiste français.

## Biographie
En 1914, à Constantinople, alors correspondant du journal Le Matin, il est menacé au moyen d'un revolver par le général Liman von Sanders, chef de la mission militaire allemande en Turquie, au sujet d'une information publiée sur un vol.
Alfred Détrez a publié un livre sur l'affaire Stavisky et deux autres sur l'Affaire du conseiller Prince, vue comme un complot maçonnique.

## Publications
- Mariage et contrat, étude historique sur la nature sociale du droit : Thèse pour le doctorat (sciences juridiques), V. Giard et Brière - 1907
- L'abbé Loisy, biographie critique, illustrée d'un portrait-frontispice et d'un autographe, suivie d'opinions et d'une bibliographie, E. Sansot et cie - 1909
- Aristocrates et joailliers sous l'ancien régime, La Revue - 1909
- Un Peuple : L'eternel, Librairie Française et Étrangère - 1921
- L'assassinat Du Conseiller Prince, sur-titré Un crime politique, Librairie Paillard, 1934
- L'affaire Stavisky, Librairie Paillard, 1935
- Un État dans l'État : médecins et professions paramédicales, F.M. Paillard, 1935
- L'État Secret Démasqué, sur-titré L'affaire Prince, Librairie Paillard, 1935
- Le Faubourg Saint-Honoré de Louis XIV au Second Empire, H. Lefebvre Paris - 1953 - Prix Thérouanne de l'Académie française en 1954[3]